# Catuav

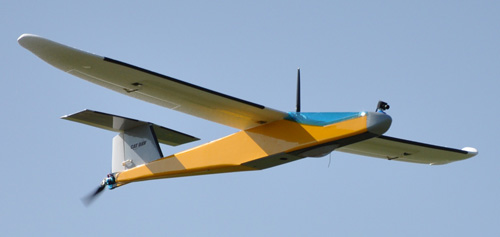
Atmos6, un dels sistemes de CATUAV

Catuav SL és una empresa tecnològica privada que ofereix serveis basats en petits avions no tripulats (UAV), pionera a Europa en el desenvolupament de tecnologies UAV per a l'adquisició d'imatges aèries per aplicacions civils. Ha rebut dos premis Galileo Masters, patrocinats per l'ESA i la GSA, per un projecte sobre un sistema anticol·lisió per a mini-UAVs.
Catuav va néixer l'any 2007 com a spin-off d'Aeroplans Blaus. L'any 2008 l'empresa va signar un contracte estratègic amb Aurensis, una empresa del grup Telespazio/Finmeccanica, a fi de promocionar conjuntament aquesta tecnologia.
Alguns dels serveis que ofereix Catuav són les ortofotografies (en espectre visible, infraroig proper i tèrmic) i models digitals del terreny (MDT) per apliacions GIS i la teledetecció aplicada, orientada a camps com l'agricultura de precisió, l'eficiència energètica, estudis ambientals i científics.
Entre les missions més importants de l'empresa destaquen:
- Vols sobre el terme municipal de Sant Boi de Llobregat per avaluar els desperfectes catastròfics de les ventades el gener del 2009.[8]
- Terratrèmol de Llorca de 2011: El maig del 2011 CATUAV va portar a terme una sèrie de vols sobre Llorca 38 hores després d'un greu terratrèmol que va provocar víctimes mortals. L'ortofoto d'alta resolució generada va permetre els serveis d'emergència avaluar i quantificar els desperpectes en un temps molt breu.[9]
- Projecte SAFEDEM: Catuav ha participat en el projecte SAFEDEM de l'Agència Espacial Europea (ESA) per desenvolupar noves tecnologies que permetin agilitzar i abaratir els treballs de  desminat a Bòsnia.[10][11]